# 榮華 (香港飲食集團)

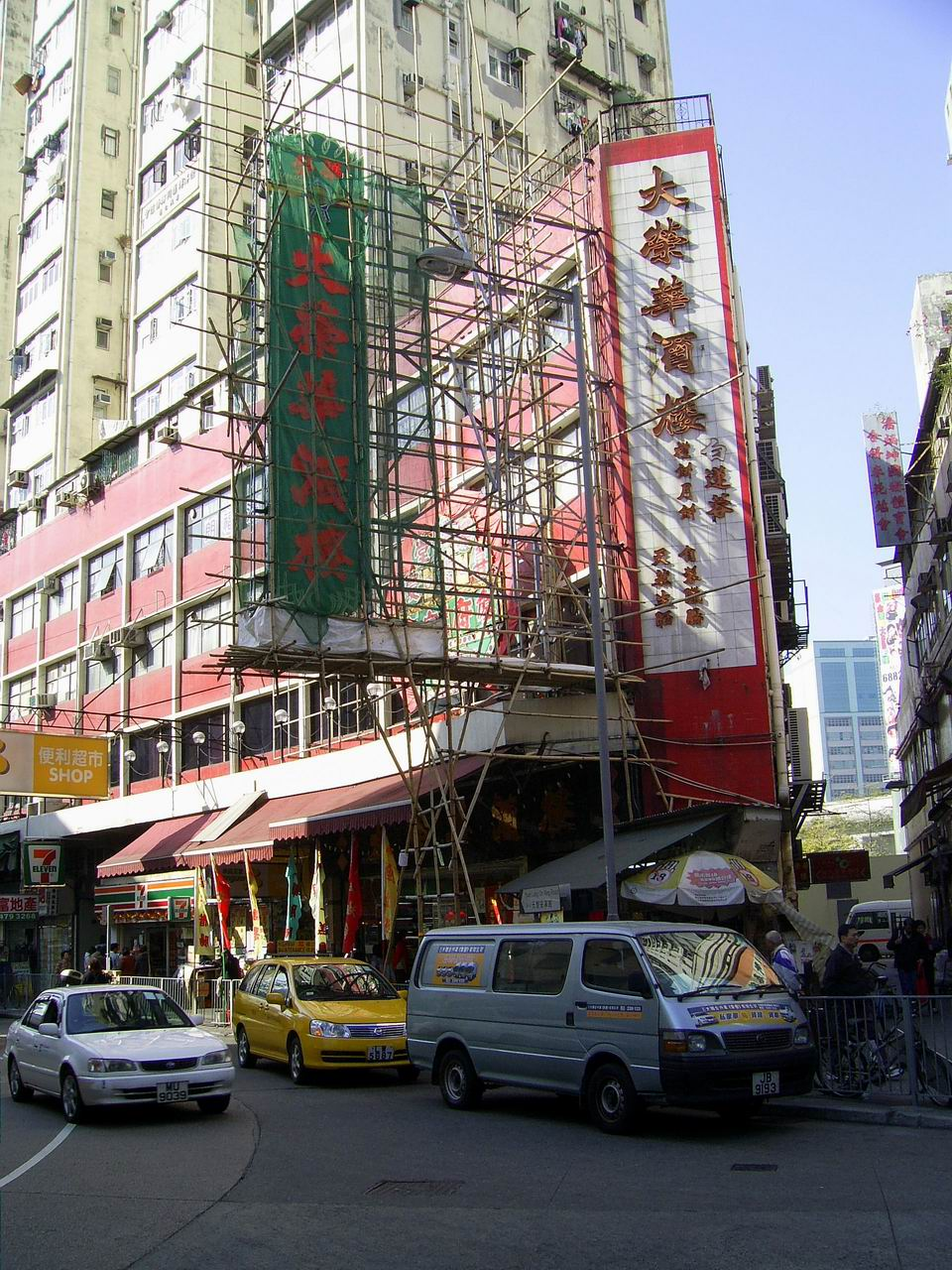
元朗大榮華酒樓

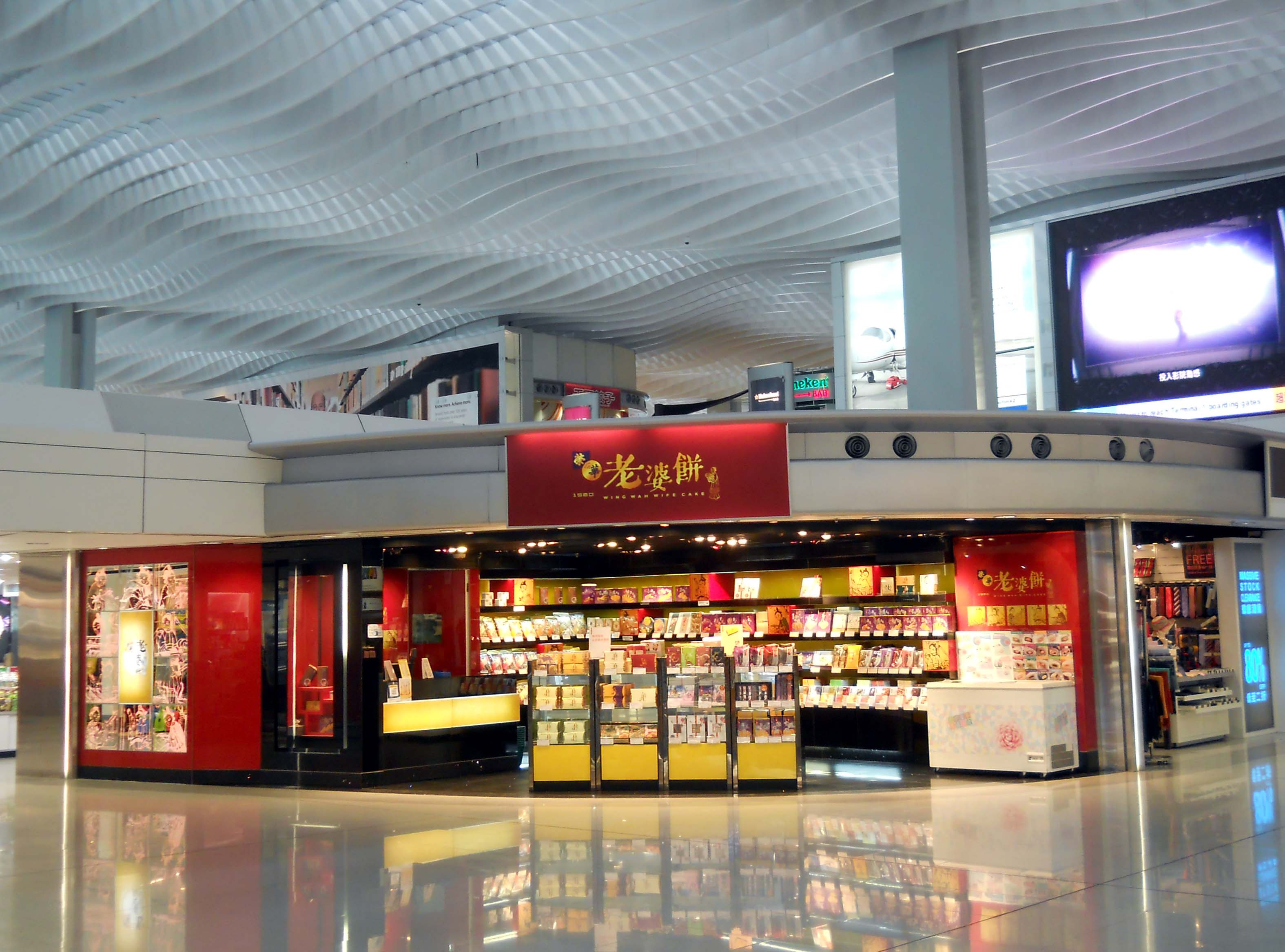
香港國際機場二號客運大樓翔天廊榮華門市

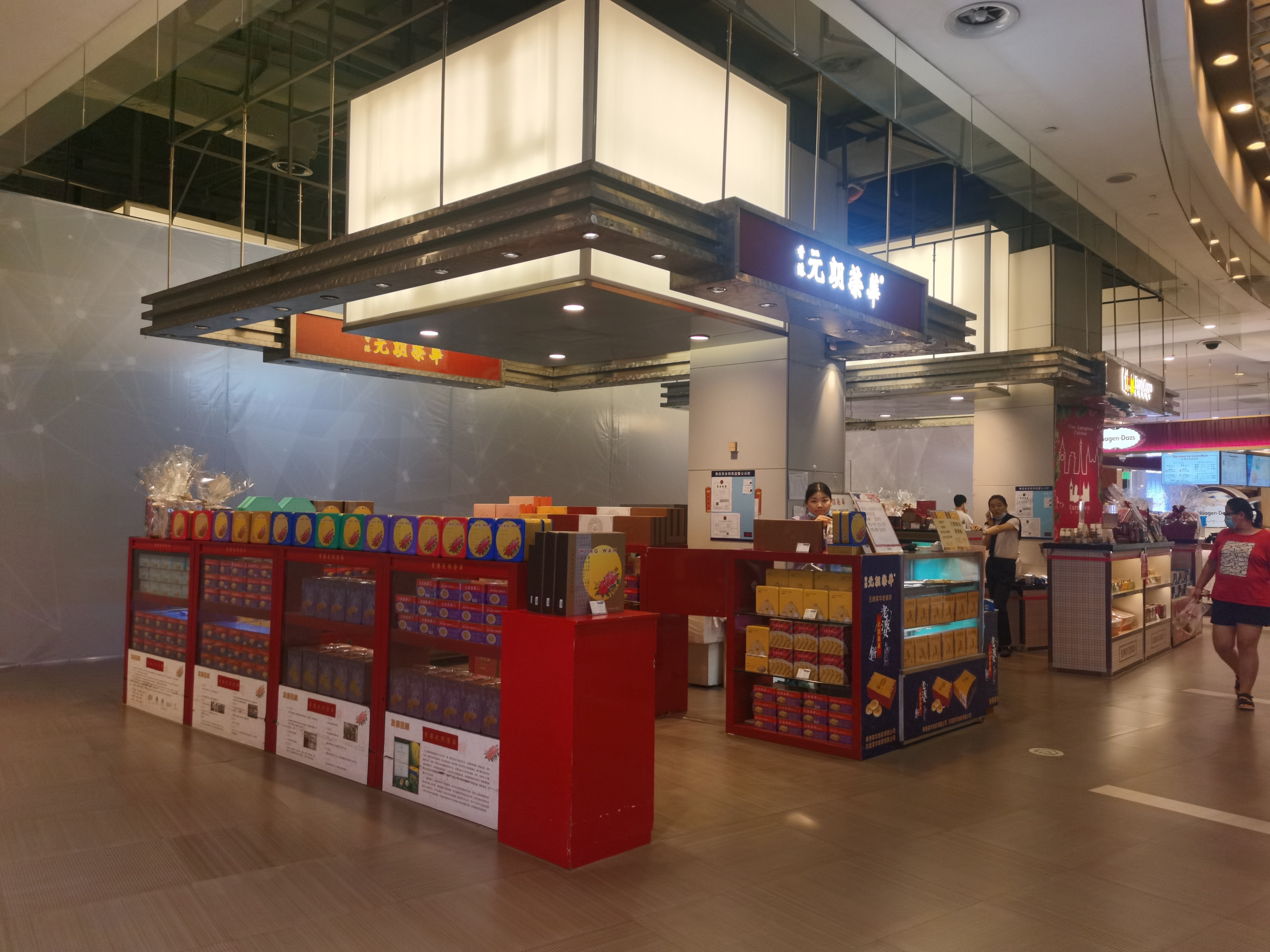
设在中国内地江苏省苏州工业园区的专柜，以“元朗荣华”之名营业

榮華餅家（英語：Wing Wah Cake Shop）創立於1950年，是香港歷史悠久的飲食集團，經營業務多元化，包括首創白蓮蓉月餅、臘腸、嫁囍禮餅、中式餅食及茶葉等。產品外銷至美國、英國、澳洲、加拿大等地，是一間跨國企業。以「榮華食品製造業有限公司」作為集團母公司，位於新界元朗泰利街18號榮華食品中心，旗下設有酒樓及餅家等業務，品牌包括「榮華酒樓」及「榮華餅家」。

## 歷史
榮華於1950年由劉培齡及趙聿修創辦，兩人於當時的郊區元朗開設榮華酒樓，共有4層，另設餅食外賣服務。1962年，成立有限公司並擴充營業，1963年起首創並生產白蓮蓉月餅，1967年在灣仔駱克道開設分店，1975年於元朗元朗安寧路開設大榮華酒樓。
榮華的餅店及食品業務一直擴充，主要產品包括月餅，傳統中式餅食及臘腸等。1980年代起，榮華在香港各區包括旺角、觀塘、香港仔、荃灣及深水埗開設門市，亦擴充元朗廠房。1990年代，在元朗安樂路的元朗榮華中心落成，並於1992年起成為榮華集團總部。並於香港國際機場禁區及非禁區開設分店。1994年在广东东莞建厂，以拓展中国内地市场。2006年，於大嶼山昂坪市集開設互動多媒體資訊茶藝館。2007年推出冰皮月餅。2008年推出全新囍餅系列。

### 歷史年表
- 1950年：元朗榮華酒樓成立，經營酒樓茶市、中式禮餅及月餅業務。
- 1962年：改組成為有限公司，引進管理階層發展臘腸、月餅業務。
- 1963年：率先棄用豬油，採用純植物油及正湘蓮子，以低油及低糖，配合慢火烹調白蓮蓉。
- 1967年：在灣仔駱克道開設第二間酒樓。
- 1970年代：於元朗開設「大榮華酒樓」；產品日趨多元化，自購元朗大廈廠房以作發展餅食業務；在青山道開設首間門市部，並開始出口月餅至世界各大城市，成为香港最早做出口的月饼品牌[1]。
- 1980年代：在旺角、官塘、香港仔、荃灣及深水埗開設門市，並進一步擴充元朗廠房。
- 1983年，榮華引进了当时在日本技术先进的抗氧剂，是香港月饼市场第一个引进抗氧化剂的饼家[1]。
- 1990年代：元朗榮華中心落成啟用，當中七層作生產及行政之用。
- 1994年：广东东莞工厂建立。
- 1997年：聘請著名設計師靳埭強及劉小康擔任設計顧問，重新設計公司商標及發展一系列新產品，統一強化榮華的品牌形象。
- 1998年：於香港國際機場開設首間零售店舖，是首家於機場開設零售分店的中式餅家；榮華亦是首家開設網上商店（mooncake.com）的中式餅家。
- 1999年：榮華獲得香港中華廠商聯合會頒發首屆香港十大名牌獎項。
- 2000年：於美孚站開設首家地鐵門市，其後不斷發展鐵路沿線。
- 2003年：特聘香港生產力促進局擔任顧問，成功獲香港旅遊發展局頒發「優質旅遊服務證書」。
- 2004年：於香港國際機場開設第二間分店。
- 2005年：與香港旅遊發展局合作舉辦造餅坊，向訪港旅客介紹中國的傳統造餅技術。
- 2006年：榮華榮獲由香港生產力促進局頒發首屆最佳創建品牌企業獎；榮華由香港品牌發展局及香港中華廠商會聯合頒發「香港名牌」；獲地鐵公司及SKYRAIL欖車公司邀請，在大嶼山昂坪市集設置首間多媒體茶館－榮華昂坪茶館，向旅客展示茶葉知識，發揚傳統茶藝，及地道茶食文化。
- 2007年：於機場翔天廊開設兩間主題門市，分別是榮華50及榮華老婆餅；年中於東鐵落馬洲站開設三間以手信為主題的榮華門市。
- 2008年：重新設計榮華嫁囍禮餅系列。
- 2010年：增加機場新分店，進一步推廣中式食品文化至全世界。靳埭強與劉小康為榮華臘味系列設計新包裝。
- 2011年：翻新灣仔酒樓，開設大榮華圍村菜。於油麻地及太子開設榮華嫁囍禮餅專門店。
- 2019年 : 門市數目已達57間

## 主要業務

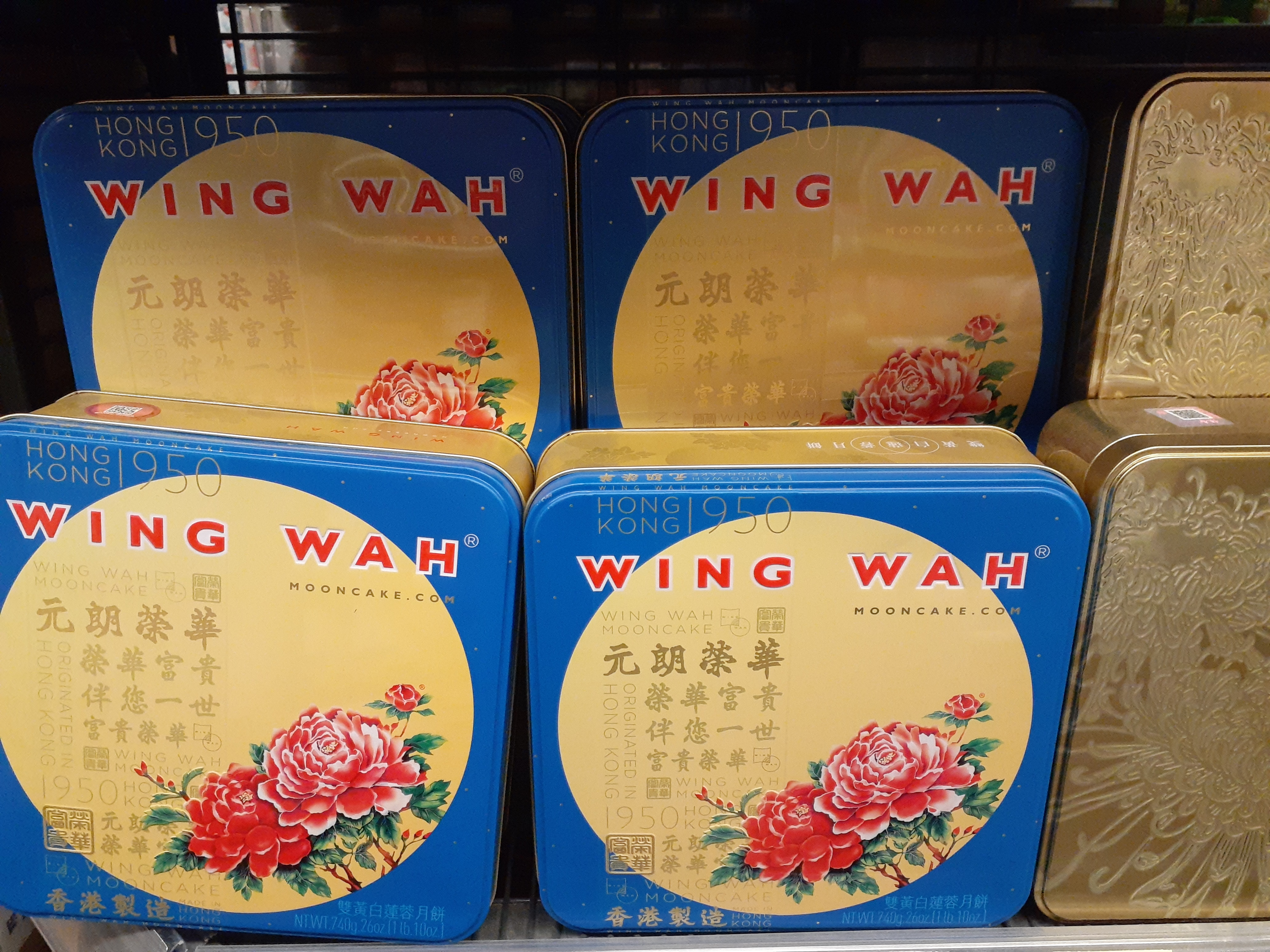
荣华月饼是集团的招牌产品

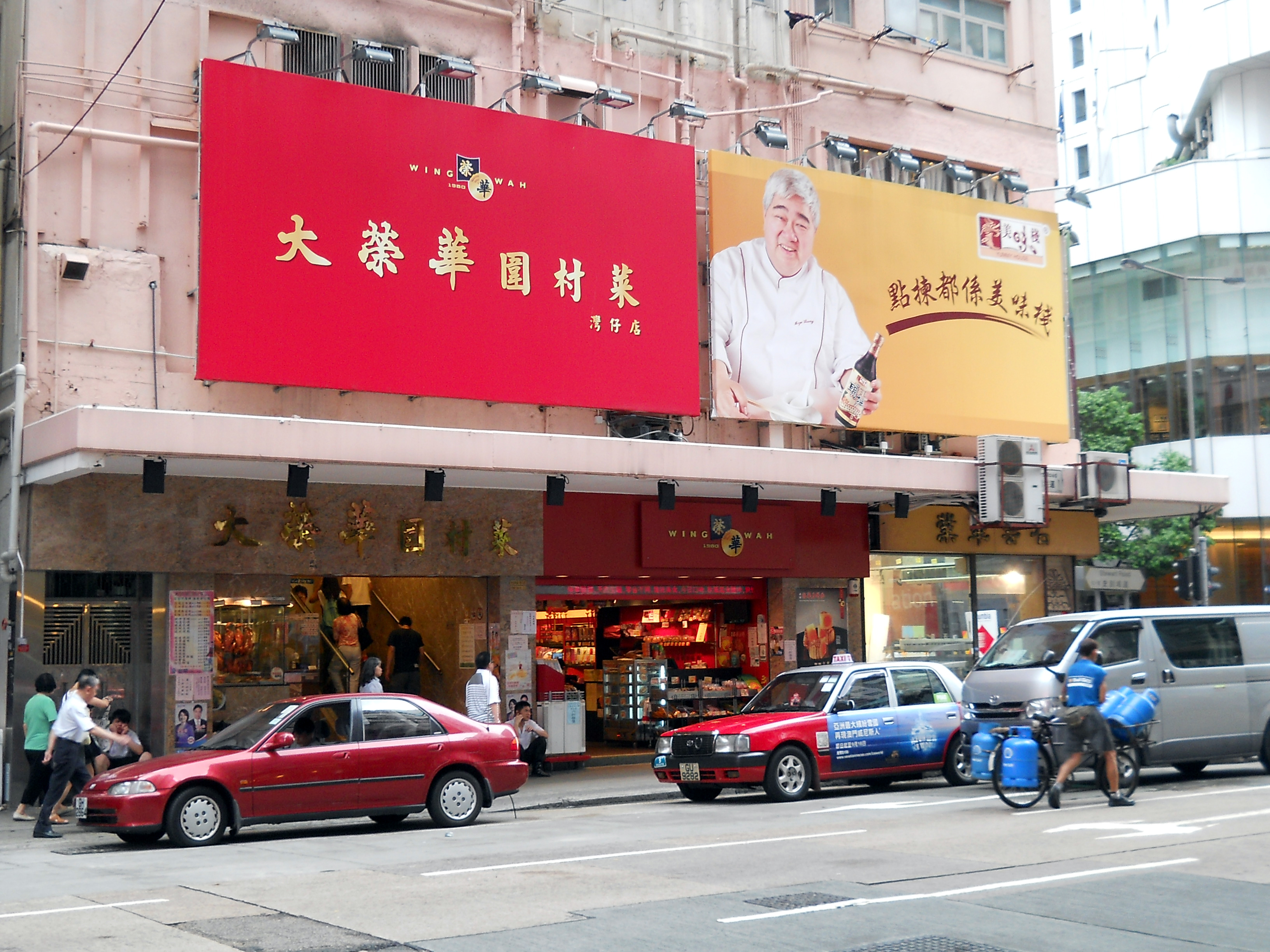
灣仔大榮華圍村菜

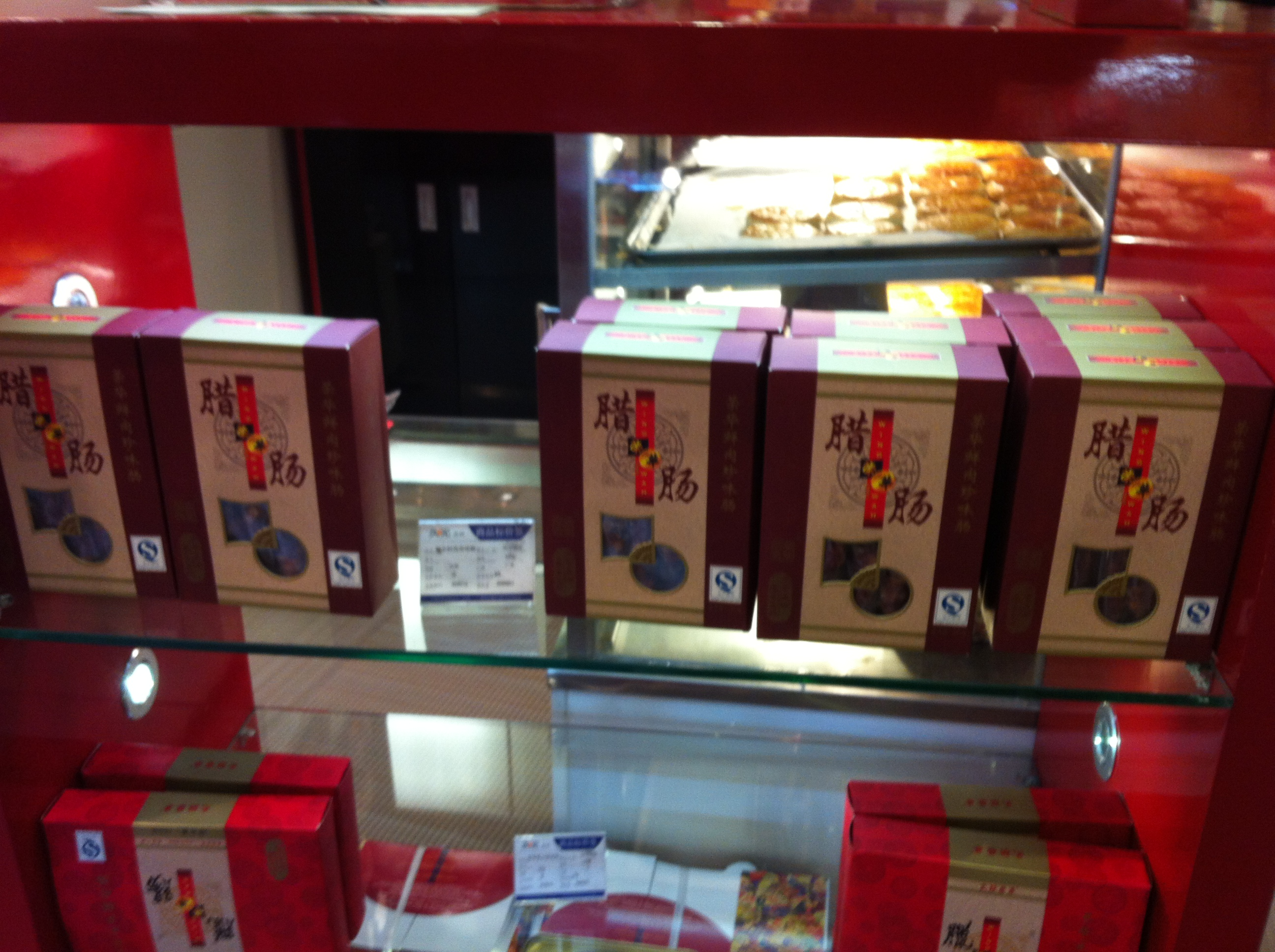
荣华生产的腊肠

- 月餅
- 臘味
- 嫁囍禮餅
- 中式餅食
- 茶葉
- 粽子
- 酒樓

### 大榮華酒樓
大榮華酒樓於1975年開設，1998年12月重開，主要供應圍頭菜，並由有「食神」之稱的廚師梁文韜主理。著名菜色有懷舊菜雞蛋焗魚腸、白水浸烏頭、炒長遠，拌以頭抽及豬油的缽仔蒸飯、奶黃馬拉糕，及臘腸卷等懷舊點心。2006年9月，大榮華酒樓於九龍灣其士商業中心開設九龍首家分店。於2011年4月將灣仔榮華酒樓改為大榮華圍村菜。到2022年8月，「食神」韜哥表示餐廳因生意差而無法出糧，在8月28日結業。

### 榮華月餅
榮華月餅为该集团的招牌产品，其广告语“清香嫩滑，零舍不同”、“行船争解缆，月饼我卖先”已沿用数十年。由于荣华于每年端午节之后便开始销售月饼，较其他品牌早，所以有“行船争解缆，月饼我卖先”的说法。

## 商标纠纷

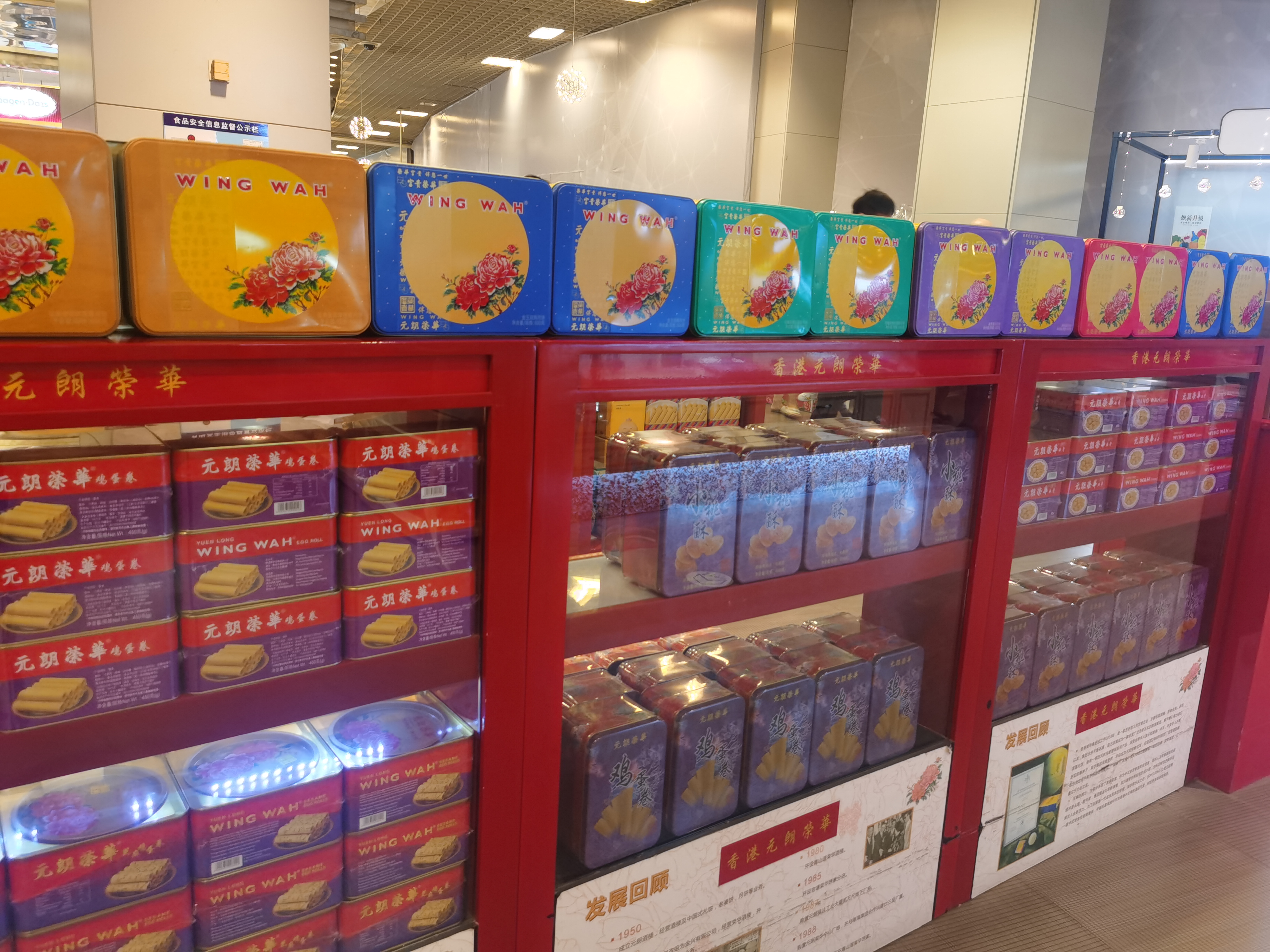
现时于中国内地正规渠道进口的荣华月饼（及在东莞生产的各款荣华产品，由香港荣华监制且仅在中国内地销售）均已弃用“荣华”字样，以「元朗榮華」、「WING WAH」取而代之

荣华月饼在1979年便进入中国内地市场，由於未為意兩地商標法不同，香港荣华没有及時註冊商標。1995年-1996年，香港荣华冠名赞助新华社香港分社主办的世界女排大奖赛，由于多场赛事通过中国内地多家电视台转播，荣华月饼在中国内地的知名度迅速提升。然而，香港荣华的“荣华”商标并未在中国内地成功注册。
另一方面，在1997年，当时名为“顺德市勒流镇苏氏荣华食品厂”（即现在的苏氏荣华食品）生产了以“花好月圆”做外包装盒的月饼，标志与香港荣华一样，使用“荣华月饼”字样，此举激怒了香港荣华和东莞荣华。为此，香港荣华将苏氏荣华告上法庭，而双方也陷入了无休止的商标权诉讼中。据统计，双方之间的相关诉讼多达58起，相关案件的诉讼费超过1000万元。
在持续性的商标诉讼期间，为了避免苏氏荣华再指香港荣华侵權，香港荣华先后推出了「元朗榮華」、「WING WAH」新品牌月饼，及后一直使用至今。
2023年12月15日，因最高人民检察院认为此前判决不当抗诉，最高人民法院就荣华月饼商标侵权案进行再审，最终维持2012年8月28日作出的判决。最高院在此次判决中，确认修改荣华生产的“荣华月饼”作为知名商品的地位，并认定其特有的名称、包装和装潢应受法律保护。因此，双方需各自规范使用现有商标，即香港荣华可使用由左到右排列的魏碑字体“荣华月饼”商标。

## 資料來源
- 大榮華 （页面存档备份，存于） 工商月刊，香港總商會
- 香港大榮華酒樓從元朗殺入市區 羊城晚報，2006年3月30日
- 食神掌舵 圍村菜響名堂 （页面存档备份，存于） 文匯報，2007年5月23日

## 外部連結
- 榮華餅家 （页面存档备份，存于）
- 榮華網上商店 （页面存档备份，存于）
- 榮華婚嫁專家 （页面存档备份，存于）
- 榮華冰皮月餅 （页面存档备份，存于）